# Istruzione nell'Impero ottomano

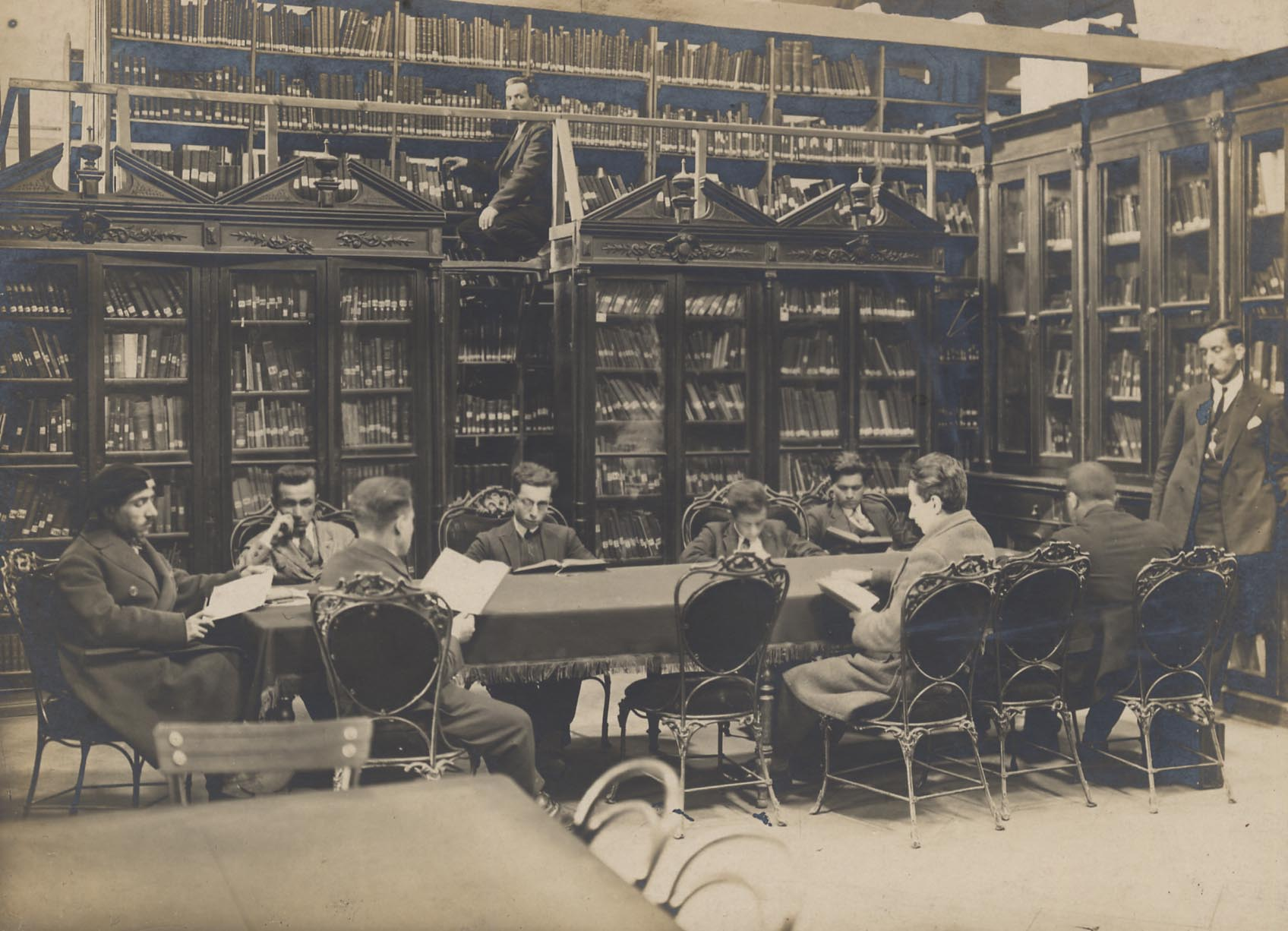
La Biblioteca Statale di Beyazıt è stata fondata nel 1884.

Nell'Impero ottomano ogni millet (gruppo religioso) istituiva un sistema scolastico al servizio dei suoi membri. L'istruzione, quindi, era largamente divisa su linee etniche e religiose: pochi erano i non musulmani che frequentavano scuole per studenti musulmani e viceversa. La maggior parte delle istituzioni che prestava servizio a tutti i gruppi etnici e religiosi insegnava in francese o in altre lingue. La madrasa, che è l'istituzione di base del sistema educativo islamico, divenne la base dell'istruzione nel periodo ottomano e mostrò sviluppi formali in linea con l'impero ottomano. La madrasa era un'istituzione educativa che forniva un'istruzione secondaria, superiore e universitaria dopo la scuola primaria e frequentata solo da musulmani a causa della propria identità islamica. L'istruzione dei musulmani ai confini dell'impero era supervisionata dal gruppo religioso chiamato ulama, secondo le disposizioni della religione dell'Islam. II. L'organizzazione islamica venne effettuata fino al periodo di Mahmud. In questo periodo, prima dell'istituzione di istituzioni in stile occidentale, le scuole Ocağı e Enderûn formvavano i dipendenti pubblici. La prima madrasa fu Orhaniye di Iznik fondata nel 1331.

## Istruzione dei musulmani

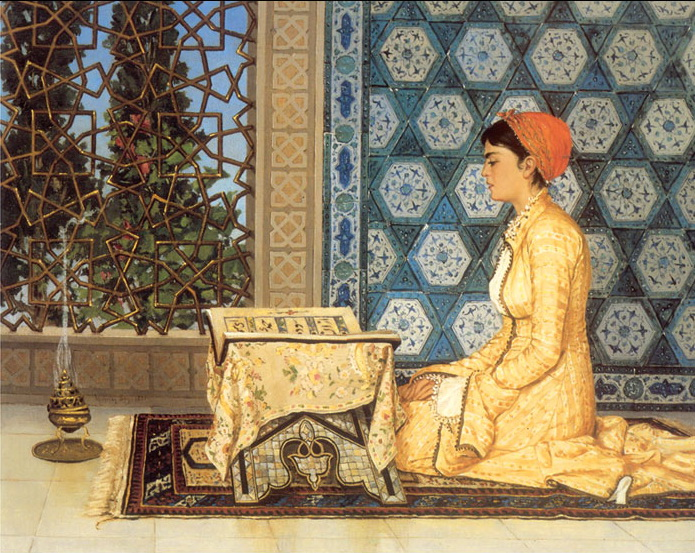
Ragazza che recita il Corano (Kuran Okuyan Kız), un dipinto del 1880 dell'erudito ottomano Osman Hamdi Bey, le cui opere spesso mostravano donne impegnate in attività educative.

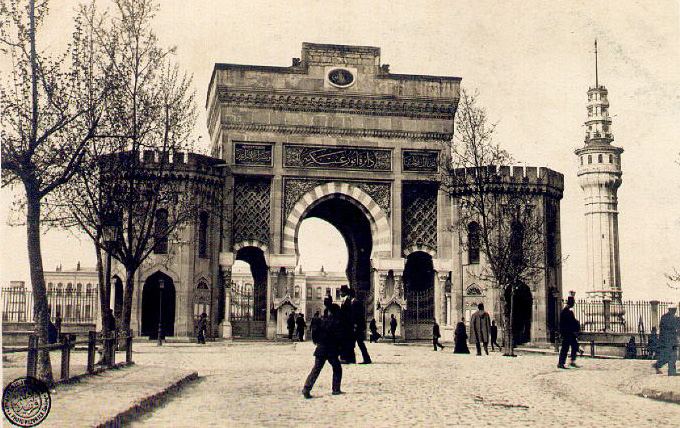
L'Università di Istanbul è la più antica università della Turchia. In epoca ottomana le fonti occidentali la chiamavano "Università di Costantinopoli".

L'Impero ottomano aveva un'istruzione tradizionale in stile islamico. Le scuole primarie erano i mektep e le scuole secondarie si chiamavano medrese. Molte di queste scuole si trovavano all'interno delle moschee e di conseguenza gli operatori delle moschee servivano come capi dei mektep.

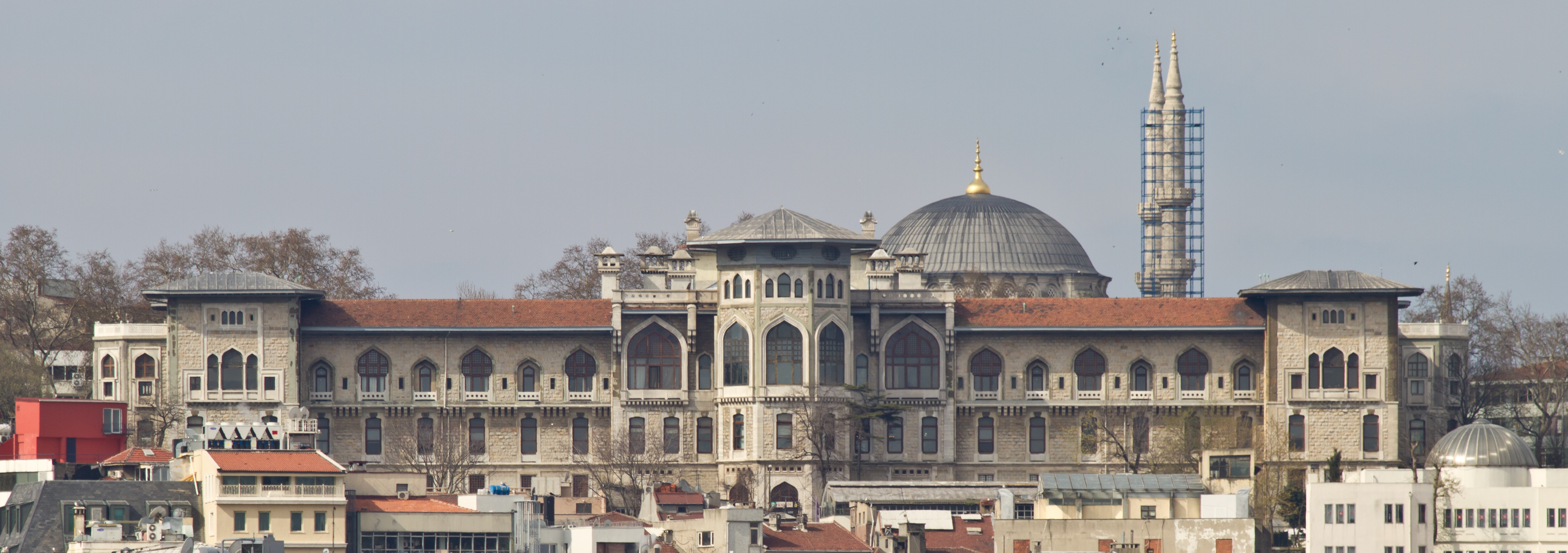
L'Alta Scuola di Istanbul (Istanbul Erkek Lisesi in turco) è stata fondata nel 1886.

I mektep erano istituzioni coeducative e spesso addebitavano una quota sebbene alcuni fornissero pasti e vestiti gratuiti. Lucy Mary Jane Garnett affermò nel libro del 1904 Turkish Life in Town and Country che, anche se le unità introduttive di lettura e scrittura erano state introdotte di recente, "l'istruzione impartita [nelle scuole] era principalmente di carattere religioso". Secondo Garnett, a causa delle prime istituzioni dei mektep e dei loro programmi di assistenza sociale, non c'era "nessun paese in Europa in cui l'istruzione primaria venisse fornita così presto come in Turchia, o così tanti incentivi offerti ai poveri genitori per consentire ai propri figli di partecipare ai suoi benefici”.
Le medrese erano storicamente finanziate dai sultani e i corsi di lingua e islamici formavano il curriculum. I laureati delle medrese servivano come classi istruite e lavoravano nei servizi governativi e religiosi. Nel 1904 ogni città di provincia aveva almeno una medrese e Costantinopoli (oggi Istanbul) ne aveva più di 100. Secondo Garnett, le medrese "somigliano per alcuni aspetti alle università dell'Europa occidentale come esistevano in epoca medievale". Garnett ha concluso che "non si può negare che [le medrese ] abbiano reso un buon servizio ai loro tempi" a causa dei laureati di spicco che avevano. Nel 1904 le dotazioni, le strutture e i benefici del benessere delle medrese erano in declino, così come la loro importanza.
Nel 1904, inoltre, l'impero aveva istituito scuole in stile occidentale. Mahmud II creò le scuole rüşdiye, che ammettevano i ragazzi, mediamente turchi e che istruivano studenti di vari gruppi musulmani; pochissimi studenti non musulmani frequentavano le scuole e le autorità non avevano pianificato la costruzione di tali scuole in aree popolate da arabi. Le rüşdiye, poste nelle principali città, erano sostenute dai denari del governo. I corsi includevano la geografia e la storia dell'impero, la lettura e la scrittura e l'aritmetica. Le scuole da allora in poi aumentarono l'apprendimento del turco dei residenti bosniaci e cretesi, e i residenti albanesi e curdi ricevettero una maggiore istruzione turca durante il dominio di Abdulhamid II. C'erano anche scuole turche per i figli dei dipendenti del servizio civile situate nelle città arabe. Le scuole secondarie di stile moderno, che servivano i ragazzi e preparavano gli studenti per l'istruzione secondaria/superiore in stile occidentale, erano chiamate Idadiyeh. Garnett ha affermato che a partire dal 1904 erano "molto inadeguati in numero".
Garnett ha scritto che i ragazzi turchi d'élite spesso studiavano all'estero in Francia e in Inghilterra, ma che le ragazze d'élite nell'adolescenza raramente lo facevano perché dovevano essere accompagnate da una parente o una badante e osservare le regole dell'harem; ha affermato che le governanti provenienti da Inghilterra, Francia, Germania e altrove in Europa insegnavano alle ragazze dell'élite mentre risiedevano a casa.
Sempre secondo Garnett gli ottomani aggiunsero più scuole per le ragazze turche lavoratrici e della classe media, ma che "l'attrezzatura" spesso non era sufficiente e non ce n'erano ancora abbastanza. Per le scuole primarie, il Comitato dell'Unione e del Progresso (CUP) approvò una legge nel 1913 che rese l'istruzione primaria obbligatoria e gratuita in tutto l'Impero ottomano, limitando la dimensione della classe a meno di cinquanta studenti. Lo scopo della legge era quello di preparare gli alunni all'istruzione secondaria.

## Istruzione dei non musulmani

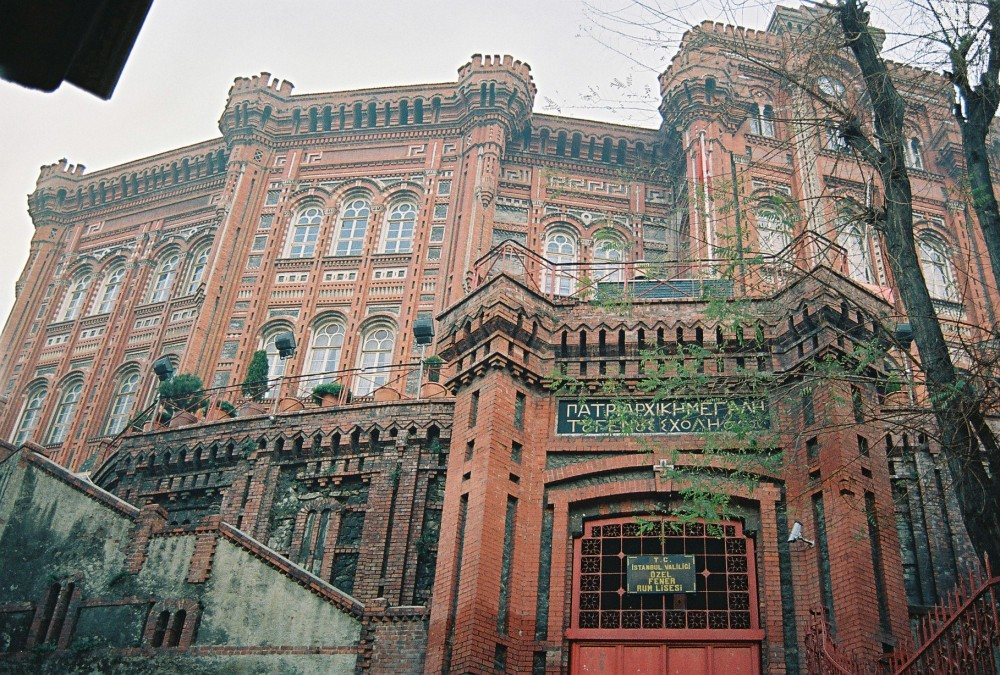
La Scuola greco ortodossa di Fenerè una scuola della minoranza greca fondata nell'Impero ottomano nel 1454. È la più antica e prestigiosa scuola greco-ortodossa sopravvissuta a Istanbul, in Turchia

Diverse erano le "scuole straniere" (Frerler mektebleri) gestite dal clero religioso e adoperate principalmente per i non musulmani, sebbene vi partecipassero alcuni studenti musulmani.
Johann Strauss, autore di Language and power in the late Ottoman Empire (Lingua e potere nel tardo Impero ottomano), ha affermato che non si è mai sviluppato "un sistema scolastico comune" per tutti i gruppi religiosi ed etnici, in parte perché i membri di gruppi non musulmani resistevano all'apprendimento del turco, e non a causa di un'incapacità di imparare il turco; le scuole per non musulmani si concentravano sulla promozione delle lingue etniche.

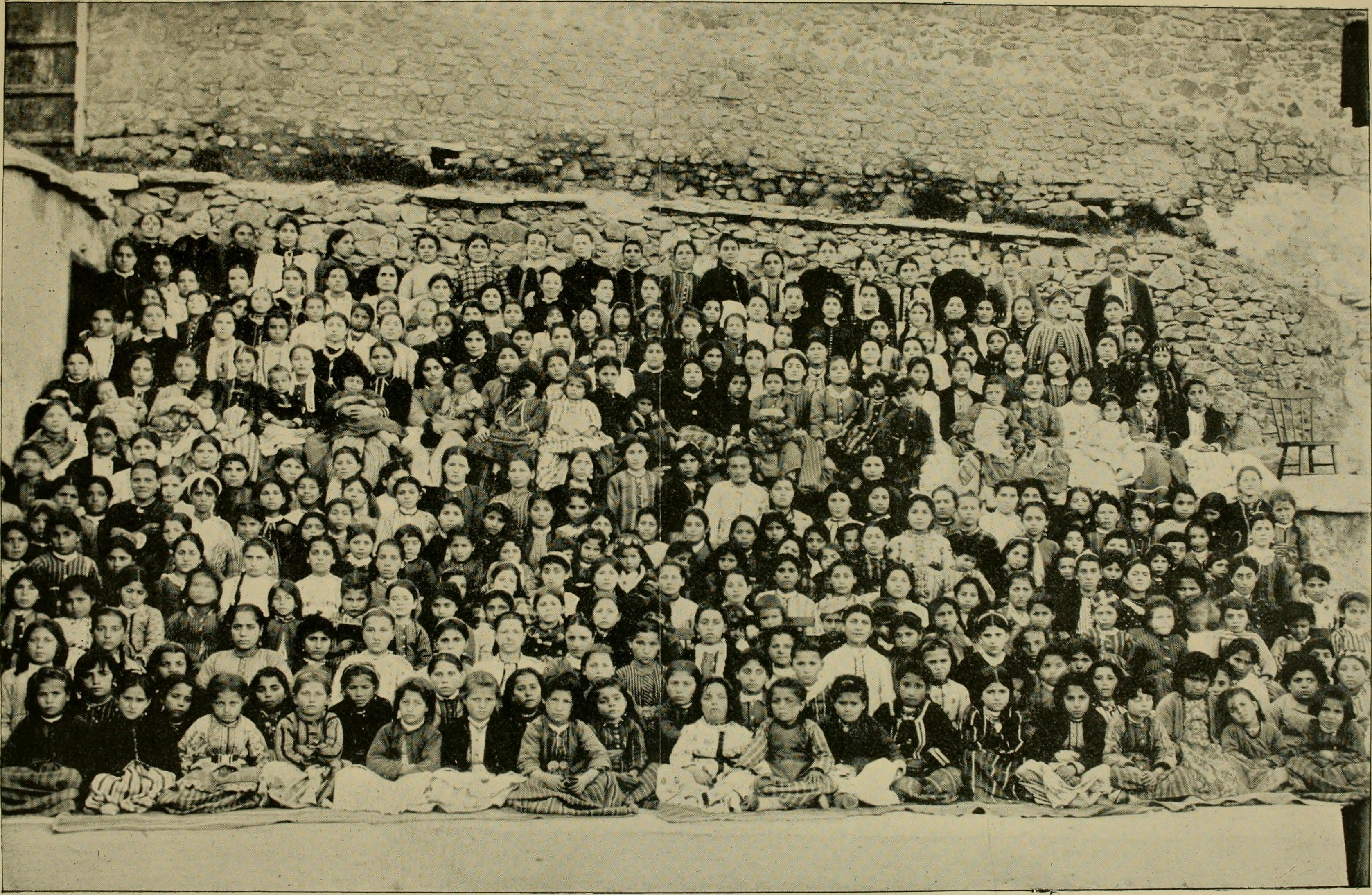
Ragazze nell'Eufrate College di Kharpoot (1873)

Garnett ha descritto le scuole per cristiani ed ebrei come "organizzate su modelli europei", con donazioni a sostegno del loro funzionamento e la maggior parte di esse "ben frequentate" e con "un alto livello di istruzione".

## Statistiche scolastiche
Il Commissario per l'Istruzione degli Stati Uniti ha pubblicato un rapporto affermando che nel 1908 vi erano circa 12.077 scuole nell'Impero ottomano e nel 1910 vi erano circa 1.331.200 studenti iscritti in 36.230 scuole nell'Impero ottomano; gli studenti erano circa il 5,3% della popolazione ottomana totale. Sulle cifre il rapporto afferma che "potrebbe esserci un'esagerazione, anche se è noto che le scuole si moltiplicarono negli ultimi anni, soprattutto nelle città e nei paesi".
Nel 1909, a Costantinopoli (Istanbul) c'erano 626 scuole primarie e 12 scuole secondarie. Delle scuole primarie, 561 erano di grado inferiore e 65 di grado superiore; di queste ultime, 34 erano pubbliche e 31 private. C'era un collegio secondario e undici scuole preparatorie secondarie.

## Istruzione terziaria

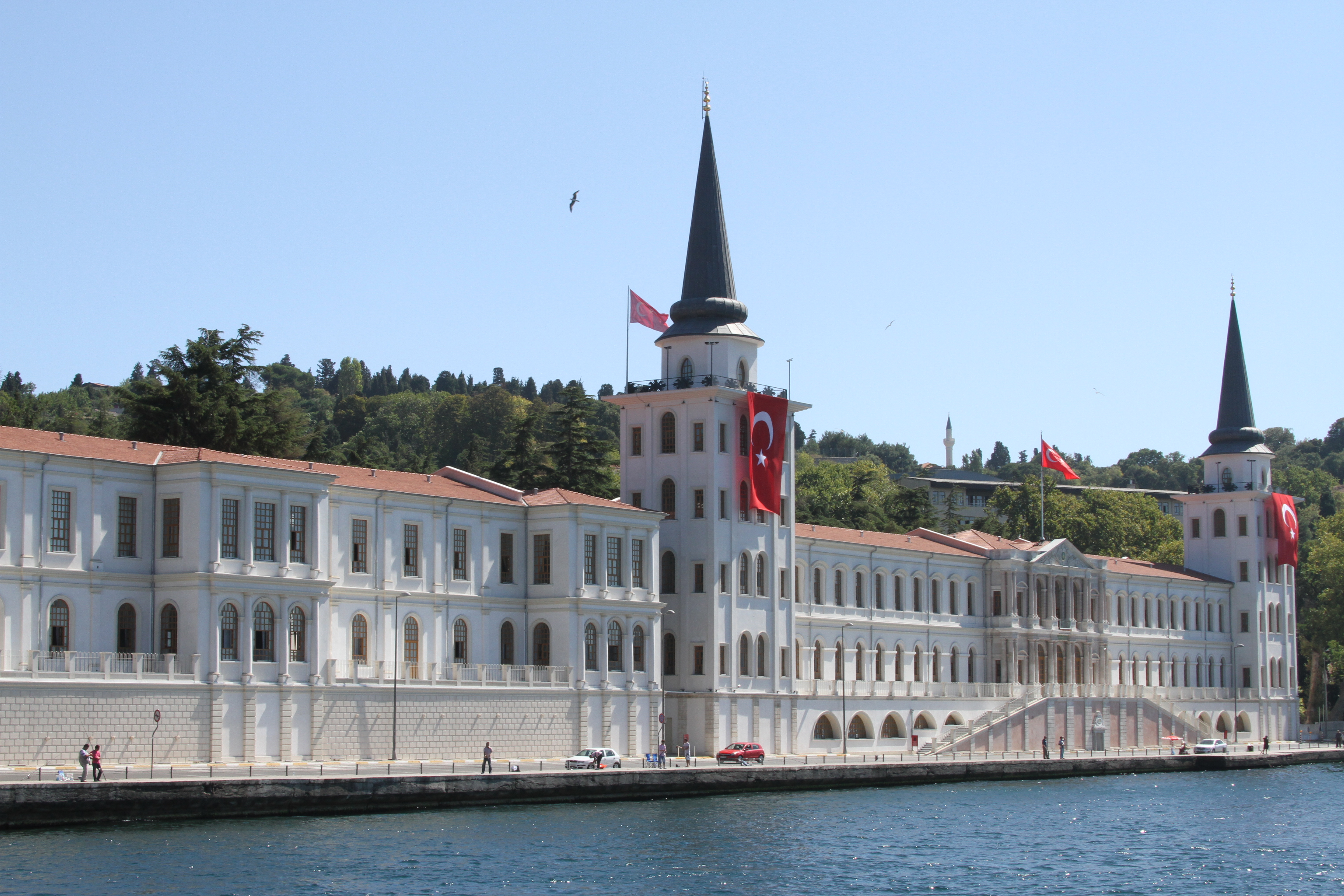
Kuleli Military High School di Istanbul vicino il Bosforo.

Il tardo impero ottomano ha adattato il suo sistema universitario pubblico sul modello delle Grandes Ecoles di Francia; nacque alla fine del 1800, con la prima istituzione del Darülfünun-ı şahane, (oggi Università di Istanbul). L'Impero ottomano stabilì il suo sistema universitario più tardi dell'Austria-Ungheria e della Russia.

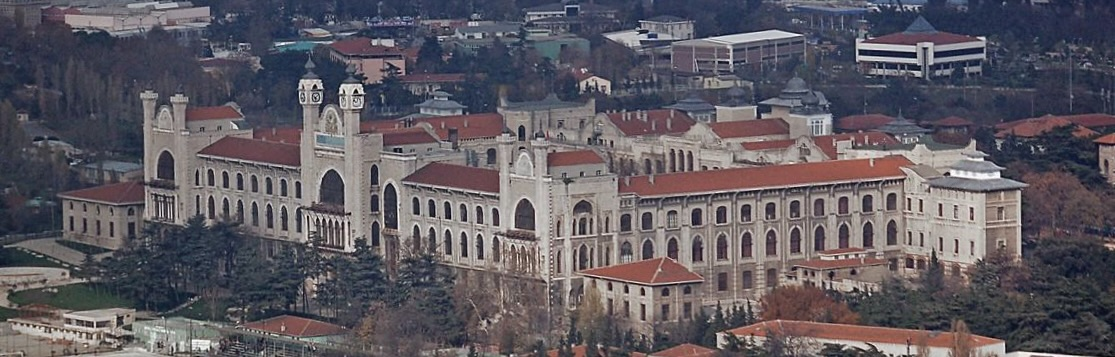
Campus Haydarpaşa dell'Università di Marmara, in origine l'Accademia Imperiale di Medicina (Mekteb-i Tıbbiye-i Şahane), Istanbul.

Nel 1827 il sultano Mahmud II istituì l'Accademia Imperiale di Medicina, una scuola medica militare. Nel 1867 la Scuola civile di Medicina iniziò ad operare, e le due si fusero in un'unica scuola medica nel 1909.
Un'altra scuola di medicina, di stampo francese, era la Faculté Française de Médecine de Beyrouth di Beirut. La turca Şam Mekteb-i tıbbiyye-i mulkiyye-i şahane di Damasco acquisiva libri scritti in francese e metteva in atto test di competenza in francese.
Intorno al 1859 fu istituita la Scuola di amministrazione turca ottomana (Mekteb-i mülkiyye-i şahane). Essa ha contribuito a costruire l'élite delle aree arabe e delle aree albanesi all'interno dell'Impero ottomano e dei paesi post-ottomani. La scuola aveva un numero significativo di docenti e studenti armeni e greci, anche se il turco ottomano era il mezzo educativo. Nel 1880 fu fondata la doppia scuola di diritto turco-ottomana e francese, Mekteb-i Hukuk.
Alcune entità straniere stabilirono inoltre il Robert College a Costantinopoli, nonché l'Université Saint-Joseph, l'Università protestante siriana (oggi Università americana di Beirut) a Beirut.
Un certo numero di ottomani studiava all'estero in Europa.

## Istituzioni educative
Istituzioni terziarie:
- Anatolia College di Merzifon (terziaria)
- Scuola Imperiale di Medicina
- Scuola Imperiale di Ingegneria Navale (in turco ottomano Mühendishane-i Bahr-i Hümayun), oggi Università Tecnica di Istanbul
- Collegio Sanasarian a Erzurum